# Aura Aero
Aura Aero est une société de construction aéronautique française fondée en août 2018 par d'anciens ingénieurs d'Airbus, Jérémy Caussade, président, et deux associés, Fabien Raison et Wilfried Dufaud.
Basée à Toulouse-Francazal, elle développe une famille d'avions biplaces conçus pour la voltige, l’entraînement des pilotes et les voyages d’agrément et un avion de transport régional à propulsion hybride électrique, ainsi qu'un drone MALE.

## Société
La start-up Aura Aero a été fondée en 2018, par trois ingénieurs aéronautiques toulousains avec le soutien de la région Occitanie dans le but de concevoir des avions électriques de transport régional. Elle est financée directement par des particuliers, le fonds privé Innovacom et Bpifrance.
En 2020, elle a racheté la société normande Air Menuiserie, spécialisée dans la réparation, la restauration et la construction de structure d’avions en bois ou composites,.
Fin 2023, elle est devenue une PME de 250 salariés qui a levé 55 millions d’euros depuis sa création.
Elle prévoit un nouvel appel de fonds «de plusieurs centaines de millions d’euros», destiné au développement d'un avion électrique hybride de transport régional ainsi que la construction d'une première usine de 50 000 mètres carrés sur le site de Toulouse-Francazal pour sa production en série et d'une seconde de même taille à Daytona Beach en Floride.

## Avions

### INTEGRAL: biplace d'entraînement

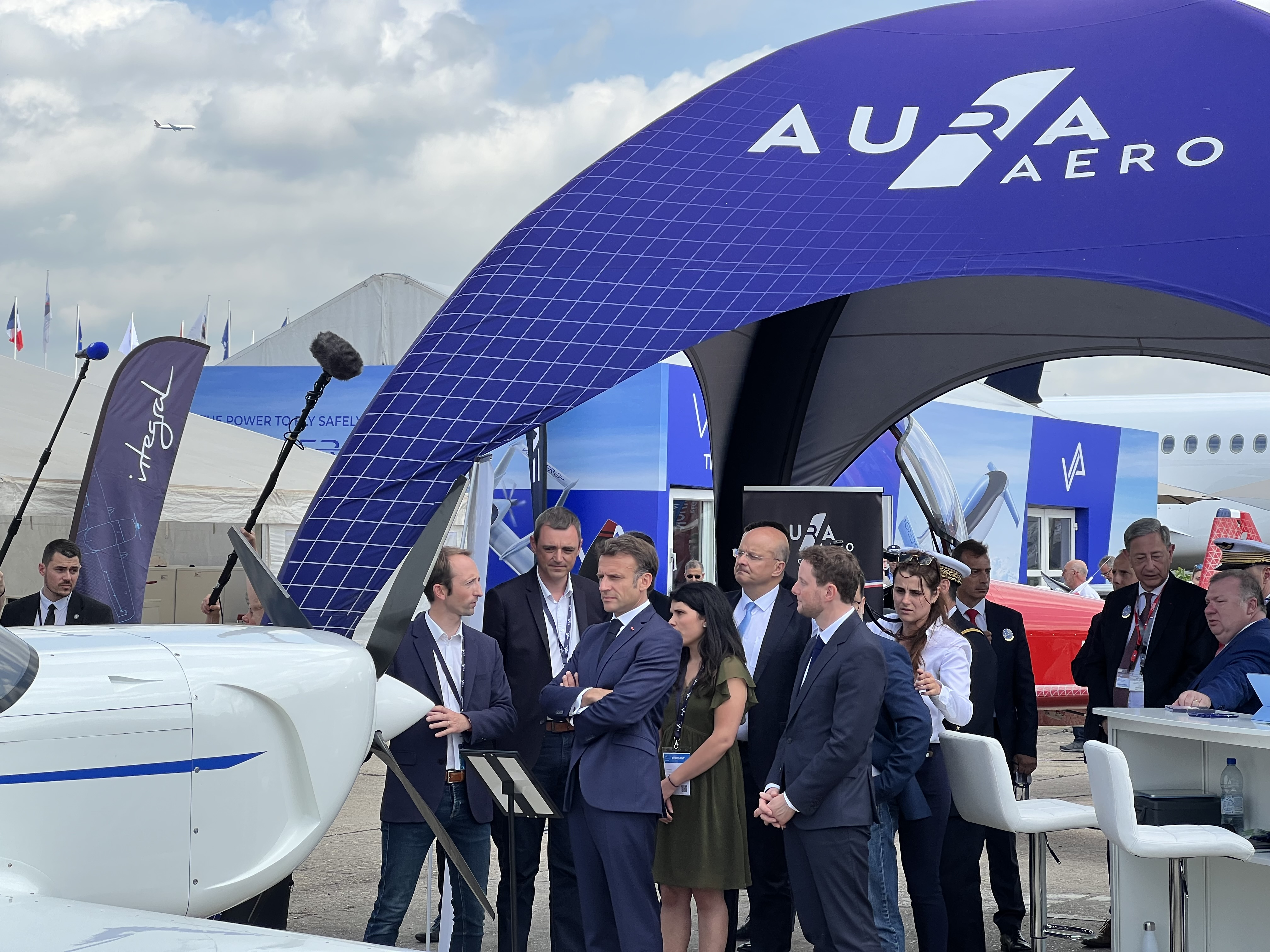
Visite du Président Macron sur le stand de la société au salon du Bourget 2023 devant l'Integral E.

C'est un avion-école biplace côte-à-côte, en bois et carbone, destiné à la formation des pilotes, à la voltige et à l’entraînement des militaires, qui est décliné en plusieurs versions :
- l'Integral R à train d'atterrissage classique, conçu pour la voltige
- l'Integral S à train tricycle, pour les écoles de pilotage,
- l'Integral E, version électrique des précédents.

La certification européenne CS-23 de l'EASA de l'Integral R a été obtenue le 18 décembre 2024. Elle est prévue en 2025 pour la version S et 2026 pour la version E - ce qui en ferait le deuxième avion électrique certifié, après le Velis Electro de Pipistrel en 2020.
L'Intégral R, équipé d'un moteur Lycoming AEIO-390 de 210 ch et avec un facteur de charge de +8,5 / -8,5 g en catégorie A1, avait effectué son premier vol le 1er juillet 2020,. Les essais en vol, interrompus par son crash en avril 2022, ont repris, après quelques modifications, sur un second prototype le 23 novembre 2023. Le premières livraisons clients sont prévues en janvier 2025.
L'Intégral S, équipé d'un moteur Lycoming IO-360 de 180 ch et limité à +6 / -4 g, a démarré ses essais en vol le 28 juillet 2023.

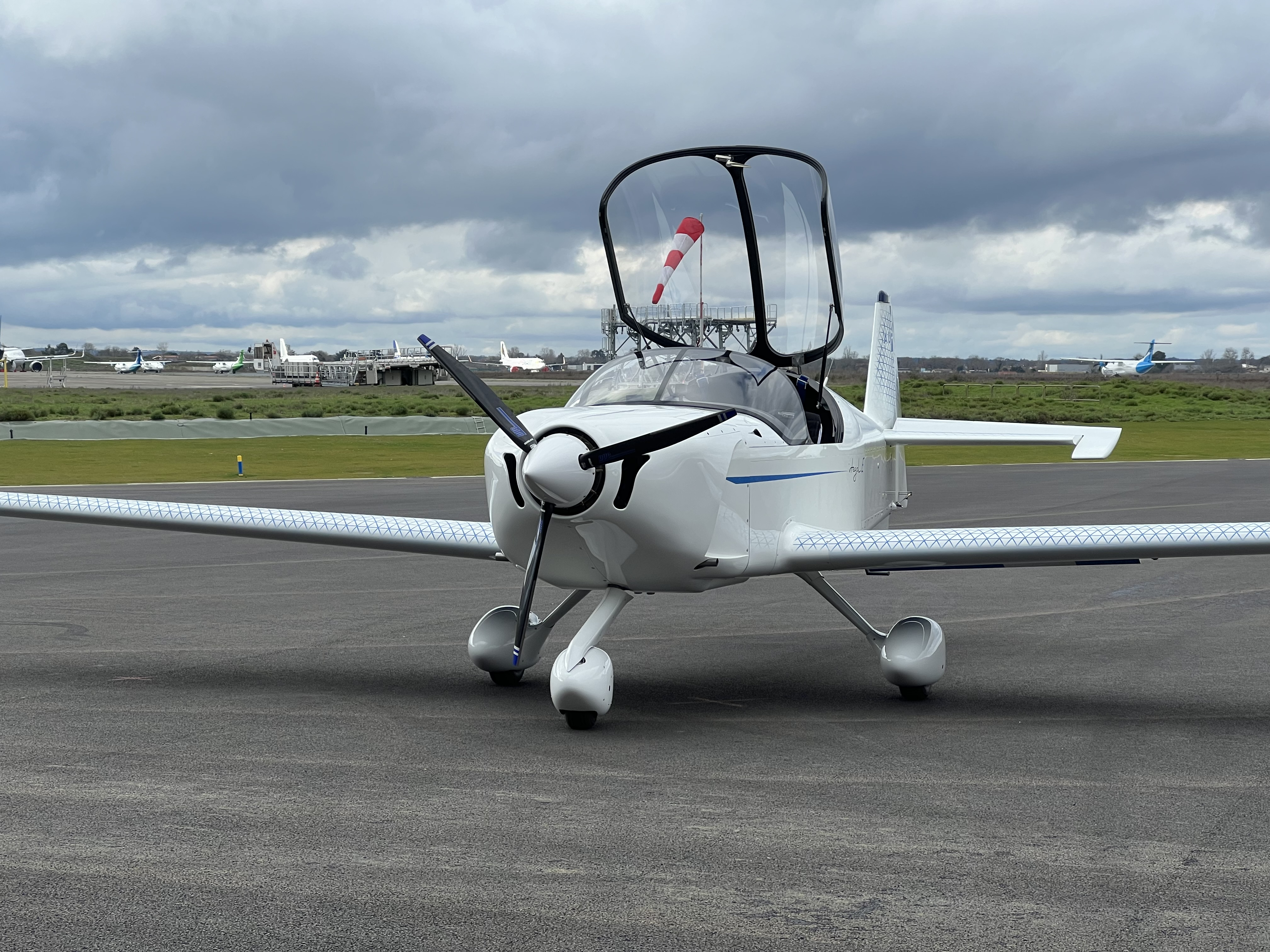
Integral E

L'Integral E, leur version électrique équipée d'un moteur Safran EngineUS (en) a été présenté en statique au salon du Bourget en juin 2023. Ses batteries lui promettent une autonomie de 60 minutes et une recharge en 30 minutes. Il effectue son premier vol le 3 décembre 2024 et débute ses essais pour une certification prévue en 2026.
La production en série de l'Intégral a été lancée début 2023 dans une usine implantée en 2021 sur l’ex-base militaire de Toulouse-Francazal. La cadence visée à terme est de 100 avions par an. Airbus a signé une lettre d’intention portant sur 12 appareils destinés à l’Airbus Flight Academy Europe.

### ERA: avion de transport électrique hybride
En mai 2023, la société a annoncé avoir figé la configuration de l'ERA (Electric Regional Aircraft), un avion de transport régional pouvant emmener 19 passagers ou deux tonnes de fret :
- propulsion hybride électrique à 8 moteurs,
- vitesse de croisière de 250 nœuds (460 km/h),
- décollage et atterrissage courts en 800 mètres,
- rayon d'action de 900 milles nautiques (1600 km).

En juin 2023, au salon du Bourget, elle présente la maquette de la cabine de son avion de 19 places ainsi que la première version du cockpit et du simulateur de vol. Elle annonce un cumul de 330 intentions de commandes de la part de neuf compagnies aériennes et de sociétés de leasing dont Amedeo qui a signé pour 200 exemplaires. La compagnie d’aviation d’affaires française Twin Jet est son client de lancement.
Lors du salon aéronautique Friedrichshafen, Aura Aéro présente ses intentions futures et annonce également une évolution sur son carnet de commandes ainsi que de nouveaux distributeurs pour les avions Intégral et ERA. Avec près de 600 Lettres d'Intention réalisées par diverses entreprises et compagnies aériennes, l'ERA permettra de réduire les émissions de CO2 dans le secteur de l'aviation régionale.

### Enbata: drone MALE
À l’occasion du Salon de l’Aéronautique et de l’Espace 2025, Aura Aero présente la maquette du drone MALE (Moyenne Altitude Longue Endurance) Enbata (autonomie de 55 heures avec une capacité d’emport d’une tonne), dont elle a lancé le développement. Une conventions de subvention a été signée avec la DGA, le premier vol du démonstrateur doit contractuellement avoir lieu en 2026,,. 

## Partenariats
La société a annoncé les partenariats techniques suivants :
- en mars 2021, avec Verkor pour la fourniture de batteries électriques lithium-ion[22],[23] ;
- en avril 2022, avec Safran pour la chaîne de propulsion électrique de ses avions et le moteur électrique EngineUS (en) de l'Integral E[7],[24] ;
- en février 2023, avec Thales pour l'avionique  ainsi que les systèmes de connectivité et d’automatisation avancée de l'ERA[25] ;
- avec l'université aéronautique Embry-Riddle, une des plus importantes académies de formation de pilotes aux États-Unis[7] ;
- avec la fédération française de vol en planeur, pour une version électrique remorqueur[26].
- en mai 2024, avec Airbus, afin d'épauler la certification de l'ERA[27].